# Claus Hirsbro
Claus Strandberg Hirsbro (født 9. marts 1968) er en tidligere dansk sprinter som løb for SNIK og Trongårdens IF. Han er tidligere dansk rekordholder og VM-deltager på 100 meter.
Claus Hirsbro kom fra at være 400 meter hæk-løber og havde vist resultater på nationalt niveau, men skiftede til 100 og 200 meter sprint og havde en meget eksplosiv fremgang, som skabte en vis debat. Under indendørs danske mesterskaber i Rødovrehallen 1993, løb han den næsthurtigste tid på 60 meter nogensinde af en dansk sprinter og havde forbedret sin personlige rekord med 0,4 sek., men han forsvandt inden dopingkontrollen kunne nå at få fat i ham. Dette var første tegn kom på at der var noget galt med Hirsbros fremgang som sprinter.[kilde mangler]
Hirsbro fik livsvarig karantæne i år 2000 efter to positive dopingprøver. Han blev testet positiv for nandrolon. Hirsbro var den anden der fik livstidskarantæne fra eliteidræt i Danmark. Hirsbro nægtede sig skyldig, men accepterede dommen, efter han havde været igennem retsmaskinereiet og forsøgt at så tvivl om at dopingkontrollen i Italien ikke havde handlet korrekt, og at årsagen til at prøven han gav efter et stævne den 1. september 1996 i Rieti i Italien var positiv var forårsaget af en bøf! Der blev fundet spor af det anabole steroid stanozolol i Hirsbros urin.
Den 22. oktober 2000, kort efter at han i forbindelse med de danske mesterskaber i Aalborg, hvor han vandt DM-titlen på 100 meter, blev testet positiv for anden gang men inden han fik sin livsvarige doping-karantæne, kom det frem, at han i flere år i staten af 1990'erne havde dopet sig og at det skulle være sket sammen med tikæmperen Søren W. Johansson, som i 1995 også fik en livsvarig doping-karantæne. Dette hævdede Johansson i et interview i DR TV Sporten. Hirsbro reagerede vredt og afviste beskyldningerne og kalde Johansson for "lystløgner". Claus Hirsbro er i dag fodboldtræner i den lokale klub. 
Hirsbro er i dag logisitikdirektør i vagtselskabet EuroCode. 

## Internationale mesterskaber
- 1996 EM-inde 60 meter hæk 12. plads 7,91
- 1995 VM 100 meter 42.plads 10,52
- 1993 VM 100 meter 47.plads 10,78
- 1993 VM-inde 60 meter 32.plads 6,93

## Danske mesterskaber
- Guld 1996 100 meter 10,72
- Guld 1996 200 meter 21,09
- Guld 1996 60 meter hæk inde 7,84
- Guld 1995 200 meter 20,95
- Guld 1995 110 meter hæk 14,37
- Guld 1994 60 meter inde 6,72
- Guld 1993 100 meter 10,51w
- Sølv 1993 200 meter 21,42
- Guld 1989 400 meter hæk 51,99
- Sølv 1989 110 meter hæk 14,93
- Bronze 1989 400 meter 48,47

## Personlige rekorder
- 100 meter: 10,37 11. juni 1994
- 200 meter: 20,64 1996
- 200 meter hæk: 23,1 20. maj 1992 DR
- 4 x 100 meter: 40,09  28. juni 1996  DR